# خارج الخدمة (فلم)
خارج الخدمة هو فيلم من بطولة أحمد الفيشاوي وشيرين رضا و«أحمد ثابت» أنتج عام 2015.

## قصة الفيلم
«سعيد» (أحمد الفيشاوي) شاب مدمن للمخدرات يدخل في علاقة غريبة مع «هدى» (شيرين رضا) الأرملة البائسة التي لا تهتم بأي شئ يحدث حولها أو يحدث لها يدخل الفيلم في ثساق اثارة نفسية ستجذب انتباه المشاهد.

## وصلات خارجية
- مقالات تستعمل روابط فنية بلا صلة مع ويكي بيانات